# Ezofagoskopia

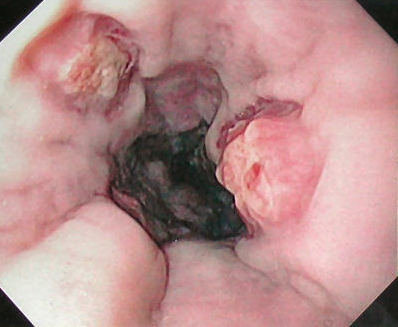
Obraz światła przełyku po opakowaniu żylaków przełyku w ezofagoskopii.

Ezofagoskopia (łac. oesophagoscopia, ang. esophagoscopy) – zabieg endoskopowy, polegający na wziernikowaniu przełyku. Ezofagoskopia jest wykonywana w znieczuleniu ogólnym przy pomocy sztywnych endoskopów przez otorynolaryngologów oraz przy użyciu miękkich endoskopów (fiberoskopów) przez gastroenterologów, chirurgów czy pediatrów.
Ezofagoskopia służy jako metoda diagnostyczna i lecznicza.

## Diagnostyka
- zwężenia przełyku
- oparzenia chemiczne przełyku
- nacieki zapalne, nowotworowe - pobieranie wycinków

## Leczenie
- usuwanie ciał obcych
- obliteracja żylaków